# Martin Musílek
Martin Musílek (* 27. prosince 1980, Hlinsko) je český historik dlouhodobě působící v Centru medievistických studií. Zabývá se především hospodářskými a sociálními dějinami českých středověkých měst a dějinami Prahy.

## Studium
Po studiích na Gymnáziu Dašická v Pardubicích absolvoval v letech 2000 až 2006 obory Historie a Učitelství pro střední školy na Filozofické fakultě Univerzity Karlovy. V roce 2014 získal tamtéž titul Ph.D.

## Odborná praxe
Od roku 2007 je zaměstnán v Centru medievistických studií. Od roku 2011 působí jako externí spolupracovník na projektu „Medieval Ashkenaz. Corpus der Quellen zur Geschichte der Juden im spätmittelalterlichen Reich“. V roce 2015 působil jako vedoucí oddělení Starších českých dějin v Národním muzeu. Mezi lety 2016 až 2018 pracoval jako odborný spolupracovník a kurátor ve Státním archeologickém muzeu v Saské Kamenici. V letech 2018 až 2019 pak působil jako vědecký tajemník generálního ředitelství Národního památkového ústavu v Praze. Poté byl do roku 2024 vedoucím Odboru pro vědu a výzkum Národní galerie v Praze.

## Výstavy
- Husovské unikáty ze sbírek Národního muzea (1415–2015). Mistr Jan Hus a jeho dědictví, Národní muzeum v Praze, Nová budova, 5. června – 12. července 2015 (hlavní autor a komisař výstavy).[6]
- Sedm věží. Karel IV. Ve výzkumných projektech Akademie, Akademie věd České republiky, Hlavní budova Národní třída 3, Praha 1, 6. dubna – 11. května 2016 (hlavní autor výstavy).[7]
- Od nitě ke košili. Textil a móda středověkých Pražanů, Muzeum hlavního města Prahy, Dům U Zlatého prstenu, 1 7. 5. 2017 – 25. 2. 2018 (spoluautor výstavy).[8]

## Publikace
- MUSÍLEK, Martin, a kol. Havelské Město pražské ve středověku. 1. vyd. Praha: Václav Žák - Casablanca, 2012. 429 s. ISBN 978-80-87292-21-1.